# Henrik af Flandern
Henrik af Flandern (1176? – 11. juni 1216) var den anden kejser af Det Latinske Kejserrige med hovedsæde i Konstantinopel. Han var søn af Balduin 5. af Hainaut (den senere Balduin 8. af Flandern) og Margrete 1. af Flandern, der var søster til Filip af Flandern.
| Biografi | Spire Denne biografi er en spire som bør udbygges. Du er velkommen til at hjælpe Wikipedia ved at udvide den. |

1. ↑  Navnet er anført på engelsk og stammer fra Wikidata hvor navnet endnu ikke findes på dansk.